# Karsten Warnecke
Karsten Warnecke (* 1960 in West-Berlin) ist ein deutscher Diplomat. Er ist seit August 2024 Botschafter in Nicaragua.

## Werdegang
Warnecke legte 1979 das Abitur an der John-F.-Kennedy-Schule Berlin ab. Er studierte Politikwissenschaften mit Schwerpunkt Internationale Beziehungen an der Freien Universität Berlin und an der Paul H. Nitze School of Advanced International Studies.
1990 begann Warnecke seine Laufbahn im Auswärtigen Amt. 1992 beendete er den Vorbereitungsdienst an der Diplomatischen Akademie des Auswärtigen Amts in Bonn. Von 1992 bis 1993 war er persönlicher Assistent des deutsch-amerikanischen Koordinators Werner Weidenfeld. Von 1993 bis 1996 war er Kulturreferent am Generalkonsulat in New York City. Anschließend folgte bis 1999 eine Verwendung als Referent im Auswärtigen Amt in Bonn. Von 1999 bis 2003 war er stellvertretender Generalkonsul am Generalkonsulat in Chennai. Von 2003 bis 2008 war er Botschaftsrat an der Botschaft in Singapur. Daraufhin folgte bis 2012 eine Verwendung als stellvertretender Referatsleiter im Auswärtigen Amt in Berlin. Von 2012 bis 2020 war er bei der Asien-Europa-Stiftung (ASEF) in Singapur tätig; bis 2016 als stellvertretender Exekutivdirektor, anschließend als Exekutivdirektor mit der Amtsbezeichnung Botschafter. Von 2020 bis 2024 war er schließlich Referatsleiter im Auswärtigen Amt in Berlin.
Im August 2024 wurde Warnecke als Nachfolger von Christoph Bundscherer Botschafter in Nicaragua und Leiter der Botschaft in Managua.
Warnecke ist verheiratet und hat fünf Kinder.